# Світло і страдник
Світло і страдник (Light and the Sufferer) — американський науково-фантастичний фільм 2007 року; режисер Крістофер Педітто. Він заснований на оповіданні Джонатана Летема.

## Про фільм
Історія дорослішання. Два брати намагаються покинути Нью-Йорк і почати нове життя в Каліфорнії. Але потім назавжди змінюють свої плани та життя — з появою таємничого прибульця.
Пол щойно кинув коледж і живе вдома з батьками. Він прибуває до парку Вашингтон-Сквер у пошуках молодшого брата Дона, якого вигнали з батьківського дому рік тому. Розуміючи, що їхні життя зайшли в глухий кут, і прагнучи будувати нове майбутнє, Пол пропонує сісти на літак до Каліфорнії та залишити все в минулому.
Після того як пограбування, задумане, щоб зібрати гроші на їхню подорож, зазнає невдачі, братів переслідують не лише торговці наркотиками, яких вони обікрали, а й потерпілий. Це одна зі сфінксоподібних істот, які блукають містом, тягнучись за людьми в біді.
Взаємодія братів із цією фантастичною істотою перевертає їхнє життя з ніг на голову.
Чого хоче страдник і чому він прямує за ними? Він прийшов їм на допомогу чи на шкоду? Це янгол-охоронець чи янгол смерті? Як ходяча загадка, яка вислизає від усіх пояснень, хто з нею стикається, новий «друг» братів не дає простих відповідей.

## Знімались
| Актор             | Роль        |
| ----------------- | ----------- |
| Пол Дано          | Дон; Світло |
| Майкл Еспер       | Пол         |
| Юджин Берд        | Каз         |
| Пол Д'Амато       | Джиммі      |
| Пас де ла Уерта   | Аннет       |
| Стівен Кункен     | Дуглас      |
| Даррел Ларсон     | Спікер      |
| Анджеліка Пейдж   | Марілла     |
| Десмонд Річардсон | Роналду     |
| Майкл Райт        | Рендел      |